# Piero Colaprico
Piero Colaprico, né à Putignano dans les Pouilles le 8 décembre 1957, est un journaliste et un écrivain italien de roman policier.

## Biographie
Piero Colaprico, grand reporter à La Repubblica depuis 1985, couvre les sujets liés à la criminalité. Fort de son expérience, il a publié plusieurs romans et essais dans le domaine policier.

## Œuvres traduites en français
- Kriminalbar (1999) Publié en français sous le titre Kriminalbar, Paris, Rivages/Noir no 416, 2002, traduit par Gérard Lecas.
- La trilogia della città di M (2004) Publié en français sous le titre La Dent du narval, Paris, Rivages/Noir no 665, 2007, traduit par Gérard Lecas.
- Ultimo sparo al Ticinese (2004) Publié en français sous le titre Derniers coups de feu dans le Ticinese, Paris, Rivages/Noir no 722, 2009, traduit par Gérard Lecas.
- La valigetta dell' usaraio (2004) Publié en français sous le titre La Mallette de l’usurier , Paris, Rivages/Noir no 834, 2011, traduit par Gérard Lecas.

## Œuvres non traduites en français

### Romans
- Sequestro alla milanese (1992)
- La donna del campione (2007)
- L'uomo cannone (2007)

### SérieMaréchal Pietro Binda
- Quattro gocce di acqua piovana (2001), avec Pietro Valpreda.
- La nevicata dell'85 (2001), avec Pietro Valpreda.
- La primavera dei maimorti (2002), avec Pietro Valpreda.
- L'estate del mundial (2003)
- La quinta stagione (Piero Colaprico) (2006)

### Essais
- Manager Calibro 9 (1995)
- Capire Tangentopoli (1996)
- La rivoluzione di Exodus. Idee, fatti e persone delle comunità di don Mazzi (2003)
- Le cene eleganti (2011)